# Dr.マッスル
Dr.マッスル（ドクターマッスル）は、DRAGON GATEに登場する覆面レスラー。身長・体重についてはいっさい不明である。

## 経歴
2006年7月2日、神戸ワールド記念ホールにて対神田裕之、ドン・フジイ、ロデリック・ストロング、マット・サイダル＆ジャック・エバンスでデビュー（パートナーは土井成樹、吉野正人、Gamma&谷嵜なおき）。血塗られた白衣と不気味なマスクをしており、表情が読めない上に、正体が頻繁に変わるという厄介なキャラクターで、毎回「今回は誰が中に入っているのか」が議論される。また、喋らないという設定になっているためかマイクパフォーマンスをした際にメンバーにどつかれたことがある
。
IJタッグトーナメントが開催された時には準々決勝でマグニチュード岸和田が、準決勝・決勝では吉野正人がDr.マッスルを演じており、1DAYトーナメントであるにもかかわらずインチキをしていた。
斎藤了からは『日替わりマッスルだろ』とツッコミを入れられたことがある。
デビュー当初は不気味なキャラなイメージだったが、所属していたマッスル・アウトローズのメンバー頭をどつかれるなど、いじられキャラのイメージが強い。（一応、まだ「一人マッスルアウトローズ」を名乗っている）
2007年5月10日の後楽園ホールにて7月1日に行われた神戸ワールド記念ホールへの出場権を懸けたバトルロイヤルに出場し、マッスルのメンバーのアシスト等もあり出場権を獲得。1ヵ月後の6月16日の大阪府立第2競技場のメイン終了後にDr.マッスル＆玉岡金太VSアンソニー・W・森＆ドラゴン・キッドの対戦カードが発表された。ところがこの日のメインでCIMAとのオープン・ザ・ドリームゲート次期挑戦者決定戦で敗れ、更にはワールドへの出場を禁じられたGammaがドクターにクレームをつけて、『俺が代わりに出てやるから、お前代われ』と言われる。当然ドクターは拒否するが、GammaがGammaスペシャルを食らわせて強引に出場権を横取りしてしまった。結局ドクターは神戸ワールドの出場はできなかった。なお、CIMAが負けた場合は第1試合でCIMAとドクターのシングルマッチの予定だった。
2008年4月18日の後楽園大会にてマッスル・アウトローズから暴行を受けた谷嵜なおきを謎の2人のDr.マッスルが谷嵜を救出。同時にGammaからマッスル・アウトローズを追放をされ、現在行き場を失っている。
6月29日にGammaとのオープン・ザ・ガンマゲート（オープン・ザ・ブレイブゲートをGammaが改称）戦に臨み、Gammaから同王座を奪取する。実は、このときのDr.マッスルはロープ渡りやカンチョー、コマネチポーズなどからストーカー市川かと思われたが、実は吉野正人が扮しており、吉野は試合後正体を明かし、同王座の名称をオープン・ザ・ブレイブゲートに戻すこと、王座をコミッショナー預かりとした。（ちなみに吉野は試合中のことは忘れてくださいとのこと）
もちろんGammaはこれに抗議するが決定は覆らず、7月27日にm.c.KZ.対堀口元気による新王者決定戦が決まった。
以降、全く姿を見せていなかったが、2009年4月6日のNEX興行にて再び登場した。
現在では他の選手が乱入などの際に一時的に正体を隠すための変装として使われるが、変装手段として「鉄仮面」が使われたりもするので最近では出番が少ない。
2015年1月12日、オープン・ザ・ブレイブゲート王座を奪取。ドラゴンゲートに所属するレスラーの得意技をランダムに使用(土井成樹のバカタレ・スライディングキックやK-ness.のダークネスバスター)して最後はKzyの韻波句徒で勝利。そして正体はKzyであった。

## 得意技
変形チョークスラム
片手で相手の喉を掴んで持ち上げ、ライガーボムのように落とす。MEN'Sテイオーのミラクルエクスタシーと同型の技。最近はほとんど成功しない。
- 凶器攻撃

ボックスやパイプ椅子、ギターや塩（プロテイン）などを使う。
他の技は中に入っている選手によって異なるので各選手を参照のこと。

## 正体（判明している選手）
今までDr.マッスルのマスクを被ったことのある選手。
- 土井成樹（Dr.マッスルがイスを使用してのバカタレスライディングキックを使ったことがあった）
- 吉野正人（ソル・ナシエンテやトルベジーノを使った。後にマスクを脱ぎ発覚。Gammaからオープン・ザ・ガンマゲートを奪取した）
- マグニチュード岸和田（体型で岸和田と分かる、豪快なラリアットやラストライドを使った）
- マット・サイダル（マッスル・アウトローズを騙す為に盗んで使用）
- ジャック・エバンス（被っているにもかかわらず必殺技630°を出した）
- Gamma（JUNCTION THREEに加入する際や谷嵜へのBW管轄ブレイブゲートに挑戦表明する前に使用）
- 玉岡金太
- NOSAWA論外
- 横須賀享
- m.c.KZ.
- KAGETORA
- ドン・フジイ（2012年ファン大感謝祭で、メインに登場。ジミー神田にマスクをはがされ、それ以降マスクをつけずに戦った。なお、その日はフジイのみ欠場となっていた。）
- 斉藤“ジミー”了（ドラゴン・キッドのもつブレイブゲート王座戦にジミーズ仲間であるジミー・カゲトラを挑戦させるため抗争に加わった。）
- Kzy（髪型ですぐに正体が判明した。2015年のブレイブゲート王者戦ではDr.マッスルの姿で奪取している。）
- パンチ富永（その後、MAD BLANKEYに加入した。）
- kotoka（2016年7月以降欠場していたが10月にVerserKのメンバーエル・リンダマンのブレイブゲート挑戦時に登場しリンダマンをレッドボックスで殴打。同日のメインイベントでは同じくVerserkのメンバーであったT-Hawkにカルデラを決めマスクをとり退場した。）

この他にも未だに誰だったのか分からない場合が多い。

## その他
- 初期は髪は青いストレートだったが、金髪のカールであったり、水色や、銀髪に変化している。
- 2人いる場合があるが、最近ではほとんど出番がない。
- REAL HAZARDの誕生によるマッスルアウトローズの消滅を不服に思っており、本人はいまだにマッスルアウトローズ所属と名乗っている。
- 2008年5月19日以降、公式掲示板に書き込むようになった（全て半角カタカナ）。しかし、6月27日に「ドクマス」名義での意味不明な書き込み以降書き込まなくなってしまった。本人は偽者と否定している。